# 独り占め
「独り占め」（ひとりじめ）は、つばきファクトリーの曲。森高千里の「私がオバさんになっても」のカバーとのカップリングによるDVDシングル「独り占め/私がオバさんになっても」が2016年8月6日にアップフロントワークスから発売された。

## 独り占め/私がオバさんになっても

### 概要
- つばきファクトリーのシングルとしては通算3枚目である。
- 発売から1週間後の2016年8月13日に小野瑞歩・小野田紗栞・秋山眞緒がつばきファクトリーに加入したため[1]、本作が山岸・小片・新沼・谷本・岸本・浅倉による6人体制での事実上最後の作品となった。
- 「独り占め」はつばきファクトリーでは初となるつんく♂提供楽曲である。ロケ地は、神奈川県厚木市飯山の東京工芸大学 厚木キャンパス。
- 「私がオバさんになっても」は、事務所の先輩である森高千里の代表曲の一つのカバーである。

### リリース
- 「Hello!Project 2016 SUMMER」8月6日(土) 中野サンプラザ公演より、会場グッズ売場にて先行販売。のちにe-LineUP!、ハロー!プロジェクトオフィシャルショップにて販売された[2]。

### 収録曲
| #  | タイトル                                | 作詞     | 作曲・編曲 | 時間 |
| -- | --------------------------------------- | -------- | ---------- | ---- |
| 1. | 「独り占め」(Music Video)               | つんく   | つんく     | 3:54 |
| 2. | 「私がオバさんになっても」(Music Video) | 森高千里 | 斉藤英夫   | 4:16 |

| #  | タイトル                                 | 作詞     | 作曲     | 編曲      | 時間 |
| -- | ---------------------------------------- | -------- | -------- | --------- | ---- |
| 1. | 「独り占め」                             | つんく   | つんく   | 大久保薫  | 3:54 |
| 2. | 「私がオバさんになっても」               | 森高千里 | 斉藤英夫 | Carlos K. | 4:07 |
| 3. | 「独り占め」(Instrumental)               |          | つんく   | 大久保薫  | 3:52 |
| 4. | 「私がオバさんになっても」(Instrumental) |          | 斉藤英夫 | Carlos K. | 4:08 |

### リリース日一覧
| 地域 | リリース日   | レーベル       | 規格               | カタログ番号 |
| ---- | ------------ | -------------- | ------------------ | ------------ |
| 日本 | 2016年8月6日 | UP-FRONT WORKS | DVD+CD（シングル） | UFBW-1506/7  |

### 参加ミュージシャン
独り占め
- Sound Produce：つんく♂
- Programming & Keyboard：大久保薫
- Chorus：CHINO

私がオバさんになっても
- Programming & Keyboard：Carlos K.
- Chorus：M!ho

## 私がオバさんになっても(新沼希空のカヴァー)
日本の女性アイドルグループ「つばきファクトリー」のメンバー・新沼希空による「私がオバさんになっても」（わたしがオバさんになっても）は、2024年6月11日にアップフロントワークスからデジタル・ダウンロード・シングルとしてとして配信開始。

### 解説
2024年6月10日をもってつばきファクトリー及びハロー!プロジェクトを卒業した新沼希空が卒業公演で歌唱した「私がオバさんになっても」を11日0時より配信開始。

### シングル収録曲
| #         | タイトル                   | 作詞      | 作曲      | 編曲      | 時間 |
| --------- | -------------------------- | --------- | --------- | --------- | ---- |
| 1.        | 「私がオバさんになっても」 | 森高千里  | 斉藤英夫  | Carlos K. | 4:08 |
| 合計時間: | 合計時間:                  | 合計時間: | 合計時間: | 合計時間: | 4:08 |